# República Socialista Soviética Lituano-Bielorrusa

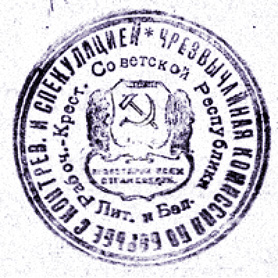
Sello de la Cheka de Litbel

La República Socialista Soviética Lituano-Bielorrusa (RSSLB; en lituano: Lietuvos-Baltarusijos Tarybinė Socialistinė Respublika; en bielorruso: Літоўска-Беларуская Савецкая Сацыялістычная Рэспубліка; en ruso: Литовско-Белорусская ССР; en polaco: Litewsko-Białoruska Republika Rad) o Litbel (Lit-Bel) fue una república socialista soviética que existió en territorios de las modernas Bielorrusia y Lituania durante aproximadamente siete meses del año 1919. Fue creada por la unión de la República Socialista Soviética de Lituania y de la República Socialista Soviética Bielorrusa. Esta efímera república se disolvió cuando el Ejército Polaco ocupó los territorios que reclamaba la RSSLB en Lituania Oriental, durante la Guerra Polaco-Soviética.

## Antecedentes
La revolución bolchevique en Rusia en octubre de 1917 estableció un gobierno bolchevique en el país. Este, se enfrentó desde el primer momento a una guerra civil, y decidió negociar una paz rápida con las Potencias Centrales para poner fin a la participación rusa en la Primera Guerra Mundial y poder enfrentarse en condiciones a las diversas facciones contrarrevolucionarias que se le enfrentaban. A raíz del Tratado de Brest-Litovsk (marzo de 1918) Rusia consiguió la paz a costa de perder una considerable extensión de su territorio; las actuales Finlandia, Estonia, Letonia, Lituania, Polonia, Moldavia, Bielorrusia y Ucrania quedaron bajo ocupación militar de las potencias centrales. Sin embargo, el devenir de la guerra en el Frente Occidental propició la rendición y derrota de las potencias centrales solo unos meses más tarde, en noviembre de 1918.
Así tras finalizar la Primera Guerra Mundial, la Rusia Soviética comenzó una ofensiva hacia el oeste  siguiendo la retirada del Ejército Alemán y el vacío de poder dejado por estos. En su concepción de revolución proletaria mundial los bolcheviques rusos trataban de propagar la revolución por todo el mundo. Su objetivo, con la ofensiva hacia el oeste, era desde ese prisma crear una red de repúblicas soviéticas "hermanas" en Europa del Este hasta llegar a tomar contacto territorial con Alemania y Hungría, donde se estaban produciendo en esos momentos otros movimientos revolucionarios de carácter proletario (la Revolución de Noviembre en Alemania y la proclamación de una República soviética en Hungría), con el objetivo de apoyar esos movimientos.  También cabía entender esa ofensiva desde otro prisma, el del intento de recuperación de los territorios que Rusia se había obligado a ceder unos meses antes en Brest-Litovsk. En su avance hacia el oeste los soviéticos se enfrentaron principalmente a los movimientos nacionalistas de los países recién independizados. Contaban, eso sí, con el apoyo de grupos comunistas locales que fueron fundando repúblicas soviéticas formalmente independientes. a medida que se producía el avance soviético, aunque éstas en la práctica estaban controladas desde Rusia.
A finales de diciembre de 1918, las fuerzas bolcheviques llegaron hasta Lituania.
El 16 de diciembre de 1918, se proclama la República Socialista Soviética de Lituania y unos pocos días más tarde, el 1 de enero de 1919, se funda a su vez la República Socialista Soviética Bielorrusa. Las dos nuevas repúblicas eran débiles estados gobernados por los recién creados Partido Comunista de Lituania y Partido Comunista de Bielorrusia, carentes de apoyo popular. Enfrentados a varios reveses militares en sus enfrentamientos con los nacionalistas lituanos y polacos, los soviéticos decidieron combinar sus esfuerzos y las dos repúblicas se fusionaron en Litbel el 27 de febrero de 1919.  Los partidos comunistas también fueron fusionados en el Partido Comunista de Lituania y Bielorrusia.

## Estado de breve duración
La RSS Lituano-Bielorrusa tuvo una breve vida, apenas siete convulsos meses a lo largo de 1919. Durante este tiempo se enfrentó a dos guerras en paralelo, la Guerra Polaco-Soviética y la Guerra Lituano-Soviética.
La unión de las dos repúblicas soviéticas no tuvo buena acogida en ninguno de los dos países. Particularmente los bielorrusos vivieron la fusión como una suerte de traición a sus aspiraciones nacionales por parte de los bolcheviques, entendiendo que estos las habían apoyado con anterioridad por mero interés táctico. La RSS Bielorrusa fue dividida en dos partes, las gobernaciones de  Smolensk, Vítebsk, Maguilov fueron entregadas a la RSFS de Rusia y las restantes gobernaciones bielorrusas al nuevo estado lituano-bielorruso. El poeta y político bielorruso Zmicier Zhylunóvich, presidente de la RSS Bielorrusa abandonó sus cargos políticos en señal de protesta.
Sin embargo, Moscú insistió en la conveniencia de la fusión y la unión fue supervisada por Adolf Iofe, que eligió a los miembros del gobierno del Litbel. El nuevo Gobierno fue encabezado por el lituano Vincas Mickevičius-Kapsukas, presidente del Sóviet de Comisarios del Pueblo de la RSS Lituano-Bielorrusa (Совет Народных Комиссаров ЛБССР) y no incluyó bielorrusos en sus filas, aunque sí judíos y polacos. El gobierno fue financiado por créditos de la RSFS de Rusia. Historiadores describen a este gobierno como una "creación artificial" o "una ficción".
Inicialmente la capital de Litbel fue Vilna. En el mes de abril fue trasladada a Minsk, después de que Vilna fuera ocupada por el Ejército Polaco en la Ofensiva de Vilna. El presidente del gobierno soviético Vladímir Lenin tenía la esperanza de iniciar negociaciones con Polonia mediante el comunista polaco Julian Marchlewski y oficialmente liquidó Litbel el 17 de julio de 1919.  Para entonces casi todo el territorio de Litbel estaba ya ocupado por los polacos. El 8 de agosto, ocuparon Minsk y el gobierno de la ya fantasmal Litbel fue evacuado a Smolensk.

## Repercusiones
En septiembre de 1919 los soviéticos habían reconocido ya la independencia de Lituania y se ofrecieron a negociar un tratado de paz con los lituanos. El Tratado de Paz Soviético-Lituano fue firmado finalmente el 12 de julio de 1920.
Por aquel entonces la Guerra Polaco-Soviética había cambiado de sentido, siendo esta vez favorable a los soviéticos. Las tropas soviéticas recuperaron Minsk y entonces los bolcheviques refundaron la República Socialista Soviética de Bielorrusia, que nació de nuevo el 31 de julio de 1920 A pesar de que para aquel entonces los soviéticos habían reconocido ya a Lituania, planearon un golpe de Estado para derrocar al gobierno lituano y reeestablecer Litbel. Sin embargo, tras perder la Batalla de Varsovia fueron de nuevo empujados hacia el este por los polacos. La frontera Polaco-Rusa fue determinada por la Paz de Riga, que dejó aproximadamente la mitad del territorio bielorruso en manos polacas y la otra mitad en manos de la RSS Bielorrusa.
Algunos historiadores creen que la victoria polaca salvó la independencia lituana del golpe planeado por los soviéticos ya que dejó a Lituania sin fronteras comunes con el territorio soviético.

## Miembros del Consejo de Comisarios del Pueblo
Los miembros del Consejo de Comisarios del Pueblo (equivalente a un gabinete de ministros) el 27 de febrero de 1919 eran:
- Presidente y Comisario de Asuntos Exteriores: Vincas Mickevičius-Kapsukas
- Comisario de Asuntos Interiores: Zigmas Angarietis
- Comisario de Abastecimientos: Moses Kalmanovich
- Comisario de Trabajo: Semyon Dimanstein
- Comisario de Finanzas: Yitzhak Weinstein
- Comisario de Carreteras: Aleksandras Jakševičius
- Comisario de Agricultura: Vaclovas Bielskis
- Comisario de Educación: Julian Leszczyński
- Comisario de Comunicaciones: Carl Rozental (К. Ф. Розенталь)
- Comisario de Justicia: Mieczysław Kozłowski (Мечислав Козловский)
- Comisario de Guerra: Józef Unszlicht
- Comisario de Salud: Petras Avižonis
- Comisario de Economía: Vladimir Ginzburg
- Comisario de Asuntos Sociales: Josif Oldak